# Falco Electronics
Falco Electronics de México, S.A. de C.V. es una corporación multinacional mexicana fundada en el año 1991, con su sede en la ciudad de Mérida, Yucatán, México. La empresa a dependido de los Servicios de producción electrónica (EMS), en la fabricación de equipos originales (OEM) y en el diseño original de manufactura (ODM).
En el año 1991, la empresa Falco comenzó en la manufacturación de componentes electrónicos tanto análogas como digitales, produciendo desde Telecoms Magnetics, fuentes de inducción, fuentes magnéticas, transformadores SPMS, además de ofrecer soluciones de factores de potencia.

## Productos y Servicios
Las principales actividades comerciales de Falco son el diseño y la fabricación de circuitos magnéticos, semiconductores y circuitos impresos. Además, la empresa diseña y fabrica estranguladores de modo común, sensores de corriente, accionamientos de compuertas, inductores de potencia, transformadores de línea, inductores THT, medidores de vatios-hora, sistemas de iluminación, placas de computadora impresas, sistemas de ensamblaje mecánico y también proporciona moldeado de plástico, estampado de metal y fabricación electrónica, diseño OEM y servicios de prueba. Falco es un importante proveedor de OEM internacionales y fabricantes de productos electrónicos de marca por igual. Falco tiene sucursales regionalizadas en Los Ángeles y Miami en los Estados Unidos; Múnich, Alemania; Milán, Desenzano del Garda y Bolonia, Italia; Manila, Filipinas, Bangalore; India y en Xiamen, China. Falco Electronics cuenta con plantas de fabricación en México, India y China.